# Salcedo (Cantabria)
Salcedo es una localidad del municipio de Valderredible (Cantabria, España). Está localizada a 965 m s. n. m., y dista 6 km de la capital municipal, Polientes. En el año 2024 contaba con una población de 18 habitantes (INE).

## Paisaje y naturaleza
El ascenso hasta Salcedo desde Polientes es toda una delicia para la vista. Por algunos tramos se atraviesa un bosque de Quercus Pyrenaica que se extiende desde las inmediaciones de Arantiones que contiene ejemplares maduros, algo difícil de constatar en los montes centrales de Valderredible. En los claros, se puede contemplar una bella panorámica de la parte centro y sur del valle y, una vez en el pueblo, sorprende ver como el horizonte se ha hecho plano, como si de un mar se tratara, pues la elevada altura en la que estamos rebasa el nivel de los bordes verticales del páramos de La Lora y la vista se pierde en la bastedad de la meseta castellana.
Cerca de la ermita de San Vitores se encuentra el Rebollejo, un roble centenario con un tronco de más de seis metros y medio de perímetro. Desde aquí las vistas son hacia el este y norte, donde los perfiles de los montes son más angulosos y escarpados.

## Patrimonio histórico
La iglesia de San Andrés es de estilo barroco y en ella destaca la espadaña, de gran calidad. En su interior se conserva una pila bautismal románica y una estela funeraria altomedieval que apareció en un antiguo despoblado. De la misma época barroca es también la citada ermita de San Vitores.
- Datos: Q11703480